# Cameron Russell
Cameron Chase Russell (14 de junio de 1987) es una supermodelo estadounidense.

## Juventud y formación
Cameron Russell nació y creció en Cambridge, Massachusetts. Su madre es Robin Chase, fundadora de Zipcar. Su padre es un ingeniero y CEO de GoLoco.
Russell se mostró interesada en la política desde una edad temprana, y unos amigos que habían trabajado en la campaña presidencial de Clinton arreglaron un encuentro el 5 de junio de 1998 (cuando ella tenía 10 años) con Bill Clinton después de que él diera un discurso en la Massachusetts Institute of Technology.
Se graduó de la Commonwealth School en 2005.
Asistió al Wellesley College en Wellesley, Massachusetts, la alma mater de su madre, antes de ser transferida a la Universidad de Columbia después de su primer año.  Hizo una carrera de economía y ciencias políticas.

## Carrera
La madre de Russell tenía una amiga que trabajaba en la agencia Ford Models, y Russell decidió firmar con dicha agencia en 2003.  Más tarde, firmaría con DNA Model Management en 2006, se cambiaría a Women Management en 2008, y luego a Elite Model Management en 2011. En 2017, se unió a la agencia boutique The Lions.
Desde su comienzo en el mundo de la moda a los 16 años, Russell ha trabajado para fotógrafos exitosos como Steven Meisel, Craig McDean, y Nick Knight, entre otros, en revistas como la Vogue estadounidense, francesa, italiana, española, alemana y japonesa, W, Self Service y Numéro.  Ha aparecido en campañas publicitarias para Ann Taylor, Benetton, Louis Vuitton, Ralph Lauren, Calvin Klein, Armani, Oscar de la Renta, e Yves Saint Laurent.
Russell ha desfilado para diseñadores como Chanel, Louis Vuitton, Prada, Dolce & Gabbana, Marc Jacobs, Versace, Vivienne Westwood, Ralph Lauren, Victoria's Secret, y Diane von Fürstenberg.
Russell dio una conferencia en octubre de 2012, llamada "La apariencia no lo es todo. Creeme, soy modelo", que se convirtió en uno de los discursos más virales.

## Vida personal
En noviembre de 2017, Russell anunció que estaba embarazada de su primer hijo. Dio a luz a un niño llamado Asa Baker Russell en marzo de 2018.